# Artur

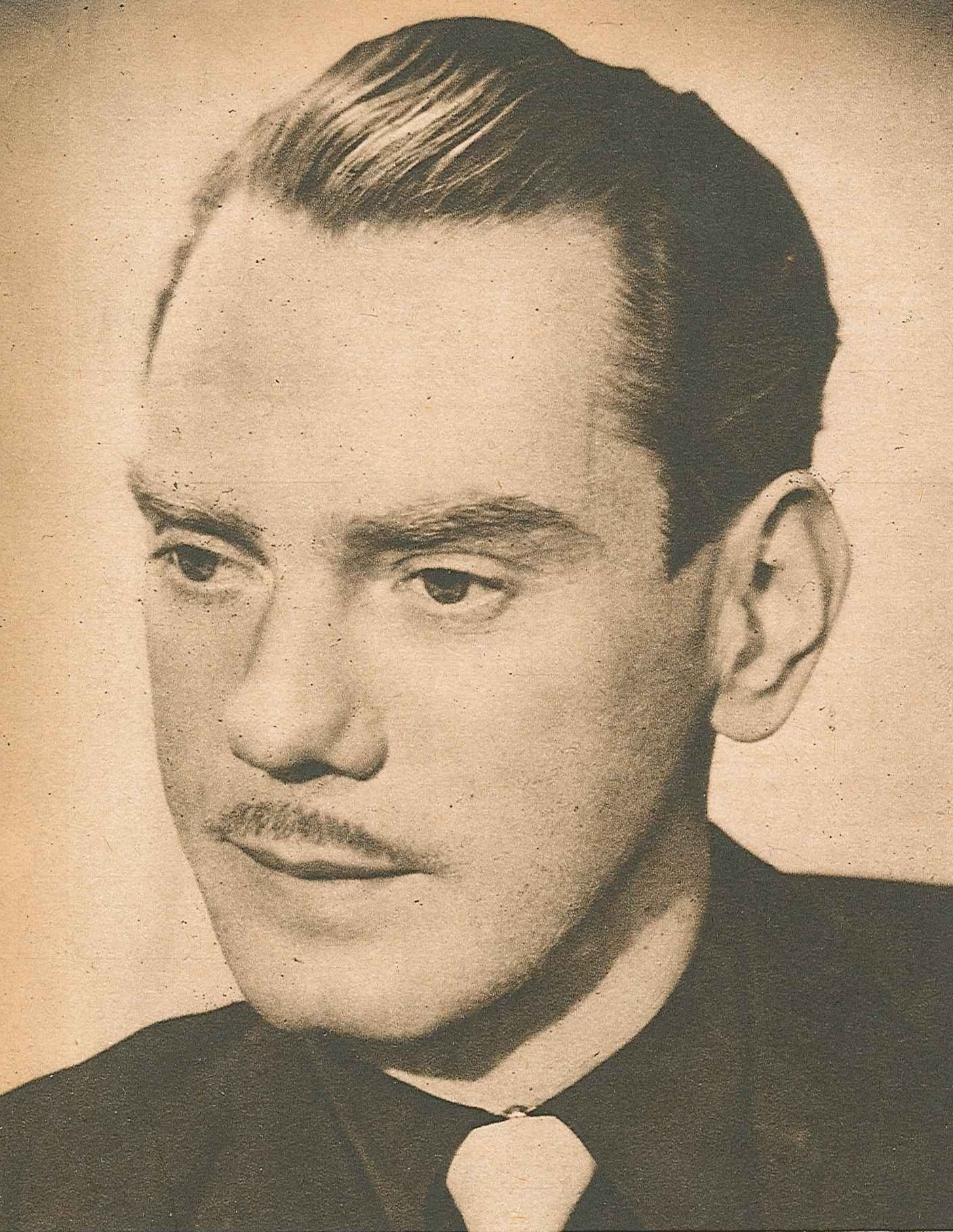
Artur Lundkvist på 1940-talet.

Artur eller Arthur är ett engelskt mansnamn av keltiskt ursprung som kanske betyder 'stark som en björn' (keltiska artos 'björn'). Det har även föreslagits att det är bildat från det latinska släktnamnet Artorius.
Artur är känt från sagan om kung Artur och Riddarna av runda bordet.
Genom inflytande av denna saga kom den latinska formen av namnet, Arturus, till Norden redan på medeltiden. Det tidigaste belägget i Sverige är från 1807 och namnet var vanligt i början av 1900-talet. Det har sedan dess varit på tillbakagång men aldrig försvunnit helt. Numera är även stavningen Arthur vanlig.
Arthur är namnet på en skotsk klan och har därmed använts som efternamn i den engelsk-språkiga världen.
Den 31 december 2005 fanns det i Sverige 11 130 personer med förnamnet Arthur eller Artur, varav 1 917 hade det som tilltalsnamn. År 2003 fick 110 svenskar namnet Artur/Arthur, varav 20 fick det som tilltalsnamn. 
Namnsdag: I Sverige 13 april (sedan 1901). I den finlandssvenska namnsdagslängden har Artur namnsdag 31 oktober sedan starten 1929, då en egen namnsdagskalender togs i bruk för finlandssvenskar.

## Personer med Artur eller Arthur som förnamn

### Personer utan efternamn
- Kung Artur (500-talet), legendarisk brittisk ledare

- Arthur, prins av Wales (1486–1502), äldste son till Henrik VII  av England
- Prins Arthur, hertig av Connaught och Strathearn (1850–1942), son till drottning Viktoria av England, far till svenska kronprinsessan Margareta
- Prins Arthur av Connaught (1883–1938), bror till svenska kronprinsessan Maragreta

- Artur I av Bretagne (1187–1203), regerande hertig
- Artur II av Bretagne (1262–1312), regerande hertig
- Artur III av Bretagne (1393–1458), regerande hertig

### Personer med efternamn
- Arthur Ashe, amerikansk tennisspelare
- Arthur Ashkin, amerikansk fysiker, mottagare av Nobelpriset i fysik 2018
- Arthur Balfour, brittisk politiker, premiärminister 1902-1905
- Arturo Benedetti Michelangeli, italiensk pianist
- Artur Cederborgh, skådespelare
- Arthur de Claparède, schweizisk geograf
- Arthur C. Clarke, brittisk science-fictionförfattare
- Arthur Conan Doyle, brittisk deckarförfattare
- Arthur Conley, amerikansk soulsångare
- Arthur Dent, fiktiv karaktär i Liftarens guide till galaxen
- Arthur Engberg, politiker (S), statsråd, landshövding
- Artur Erikson, sångarpastor, psalmförfattare
- Art Garfunkel, amerikansk sångare
- Arthur Goldberg, amerikansk politiker, domare i Högsta domstolen
- Arthur Greiser, tysk nazistisk ämbetsman
- Arthur Grumiaux, belgisk violinist
- Arthur Travers Harris, brittisk flygmarskalk
- Artur Hazelius, folklivsforskare, grundare av Skansen i Stockholm
- Arthur Heiding, politiker (bf), f.d. statsråd
- Arthur Henderson, brittisk politiker, mottagare av Nobels fredspris 1934
- Arthur Honegger, schweizisk kompositör
- Arthur Koestler, brittisk författare
- Arthur Kylander, amerikafinländsk sångare, sångtextförfattare och musiker
- Arthur Liebehenschel, tysk kommendant i Auschwitz
- Artur Lundkvist, författare, ledamot av Svenska Akademien
- Arthur Machen, brittisk författare
- Arthur Miller, amerikansk författare
- Arthur Omre, norsk författare
- Artur Ringart, sportjournalist
- Artur Rolén, skådespelare
- Arthur Rubinstein, polsk pianist
- Lord Arthur Russell (1825–1892), brittisk parlamentsledamot
- Sir Arthur Russell, 6:e baronet (1878–1964), brittisk mineralog
- Arthur Russell (1951–1992), amerikansk cellist, kompositör och sångare
- Arthur Russell (1886–1972), brittisk löpare
- Arthur Joseph Russell (1861–1945), amerikansk journalist och skriftställare
- Arthur Tozer Russell (1806–1874), engelsk präst och psalmförfattare
- Arthur L. Schawlow, amerikansk fysiker, mottagare av nobelpristagare i fysik 1981
- Artur Schnabel, österrikisk pianist och tonsättare
- Arthur Schnitzler, österrikisk författare
- Arthur Schopenhauer, tysk filosof
- Arthur Seyss-Inquart, österrikisk-tysk nazistisk politiker
- Arthur Tedder, brittisk flygmarskalk
- Arthur Thomson,  statsvetare, ämbetsman och politiker (S)
- Arturo Toscanini, italiensk dirigent
- Arthur Vandenberg, amerikansk politiker och publicist
- Arthur Weasley, en fiktiv karaktär i Harry Potter-serien
- Arthur Wellesley, hertig av Wellington, brittisk fältmarskalk och premiärminister
- Artturi Virtanen, finländsk biokemist, mottagare av Nobelpriset i kemi 1945

## Personer med Arthur som efternamn
- Beatrice Arthur (1922–2009), amerikansk skådespelare
- Chester A. Arthur (1829–1886), USA:s president 1881 1885
- Donald Arthur (1937–2016), tysk skådespelare och manusförfattare
- Ellen Lewis Herndon Arthur (1837–1880), maka till Chester A.Arthur
- Harold J. Arthur (1904–1971), amerikansk politiker, republikan, guvernör i Vermont
- James Arthur (sångare) (född 1988), brittisk sångare, musiker och rappare
- Jean Arthur (1900–1991), amerikansk skådespelare
- Joseph Arthur (född 1971), amerikansk musiker, sångare och låtskrivare
- Kerstin Arthur-Nilson (född 1931), svensk författare
- Marie-Louise Arthur (1921– 2006), svensk skådespelare
- Neil Arthur (född 1958), brittisk sångare